# 23893 Lauman
23893 Lauman este un asteroid din centura principală de asteroizi.

## Descriere
23893 Lauman este un asteroid din centura principală de asteroizi. A fost descoperit pe 16 septembrie 1998 la Stația Anderson Mesa în cadrul programului LONEOS. Asteroidul prezintă o orbită caracterizată de o semiaxă mare de 2,43 ua, o excentricitate de 0,18 și o înclinație de 1,8° în raport cu ecliptica.